# 산이중학교
산이중학교(山二中學校)는 대한민국 전라남도 해남군 산이면 초송리에 있는 공립 중학교이다.

## 학교 연혁
- 1966년 12월 13일 : 설립 인가(6학급)
- 1967년 3월 17일 : 개교 및 입학식
- 1967년 3월 17일 : 초대 양윤섭 교장 부임
- 2025년 1월 9일 : 제56회 13명 졸업(총 졸업생수 6,567명)
- 2025년 3월 1일 : 제21대 설장규 교장 부임
- 2025년 3월 4일 : 2025학년도 입학 21명

## 참고 자료
- 산이중학교 - 한국교육학술정보원 학교알리미